# Eugène Joannon Crozier
Eugène Joannon Crozier, conocido en Chile como Eugenio Joannon (Lyon, Francia, 15 de abril de 1860 - Santiago, Chile, 10 de julio de 1938), fue un arquitecto e ingeniero francés radicado en Chile a fines del siglo XIX.

## Biografía

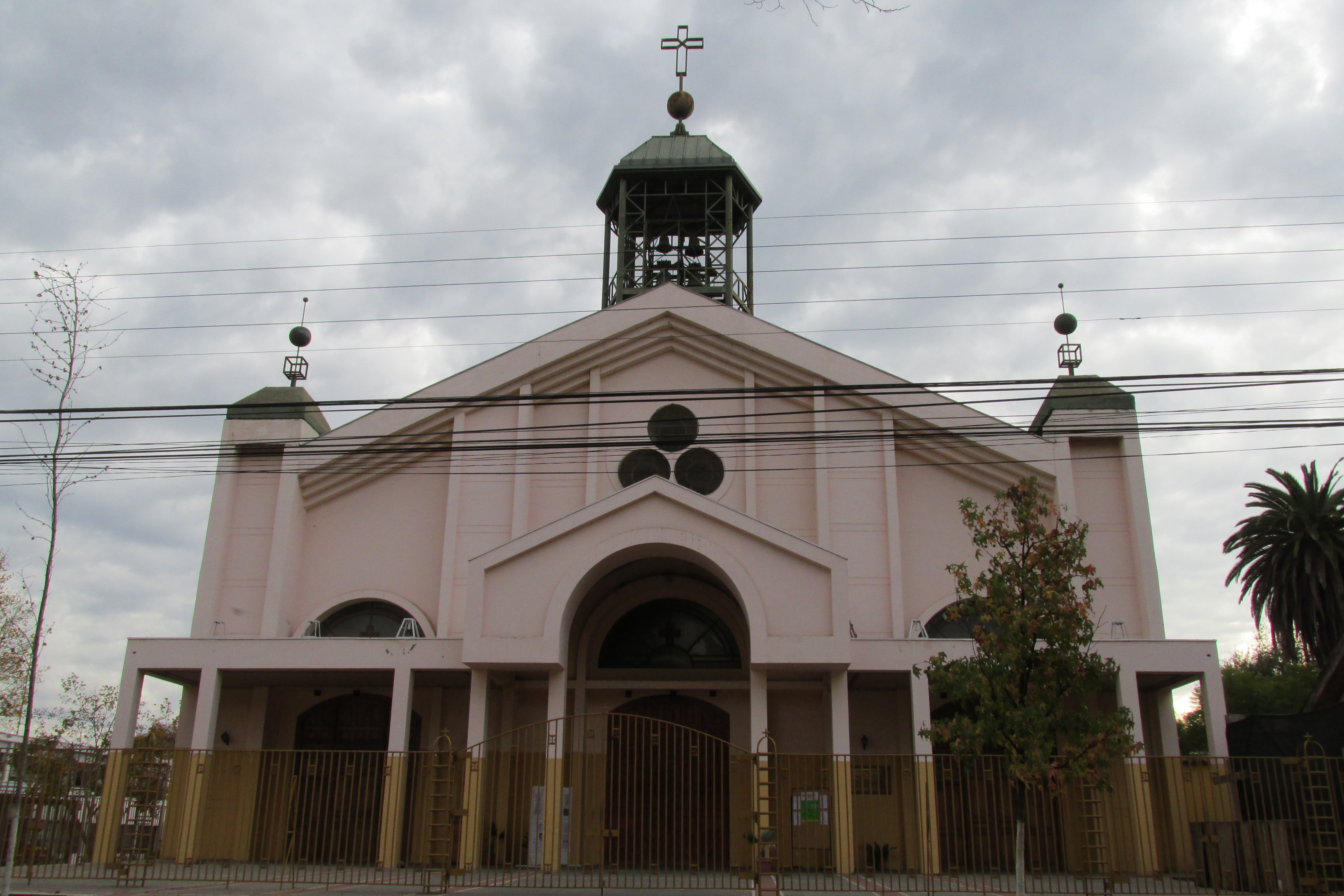
Basílica de Santa Ana de Rengo.

Su padre era un industrial y corredor de la Bolsa de la Sede en una época en que Lyon era la ciudad más importante del mundo en esta actividad. Estudia humanidades en el Colegio de los RP. Dominicos y posteriormente es enviado a estudiar ingeniería a París, graduándose en la famosa École Central en 1883. Trabaja dos años como ingeniero en una industria química, pero luego decide estudiar arquitectura e ingresa a Escuela Central de París. Forma parte del Taller del profesor Blondel obteniendo el premio Jean Leclair y su título de Arquitecto en 1888. Por esos años, el presidente chileno José Manuel Balmaceda se propone traer al país profesionales europeos -gracias al periodo de bienestar económico que estaba viviendo el país- a fin de llevar a cabo un vasto plan de construcciones de salud y educación en el que estaba empeñado. Entre otros fueron contratados el ingeniero belga Jorge Neut, los arquitectos franceses Emilio Doyère, el compañero de promoción de Joannon en Beaux Arts Emilio Jecquier, el propio Joannon y el arquitecto español José Forteza.

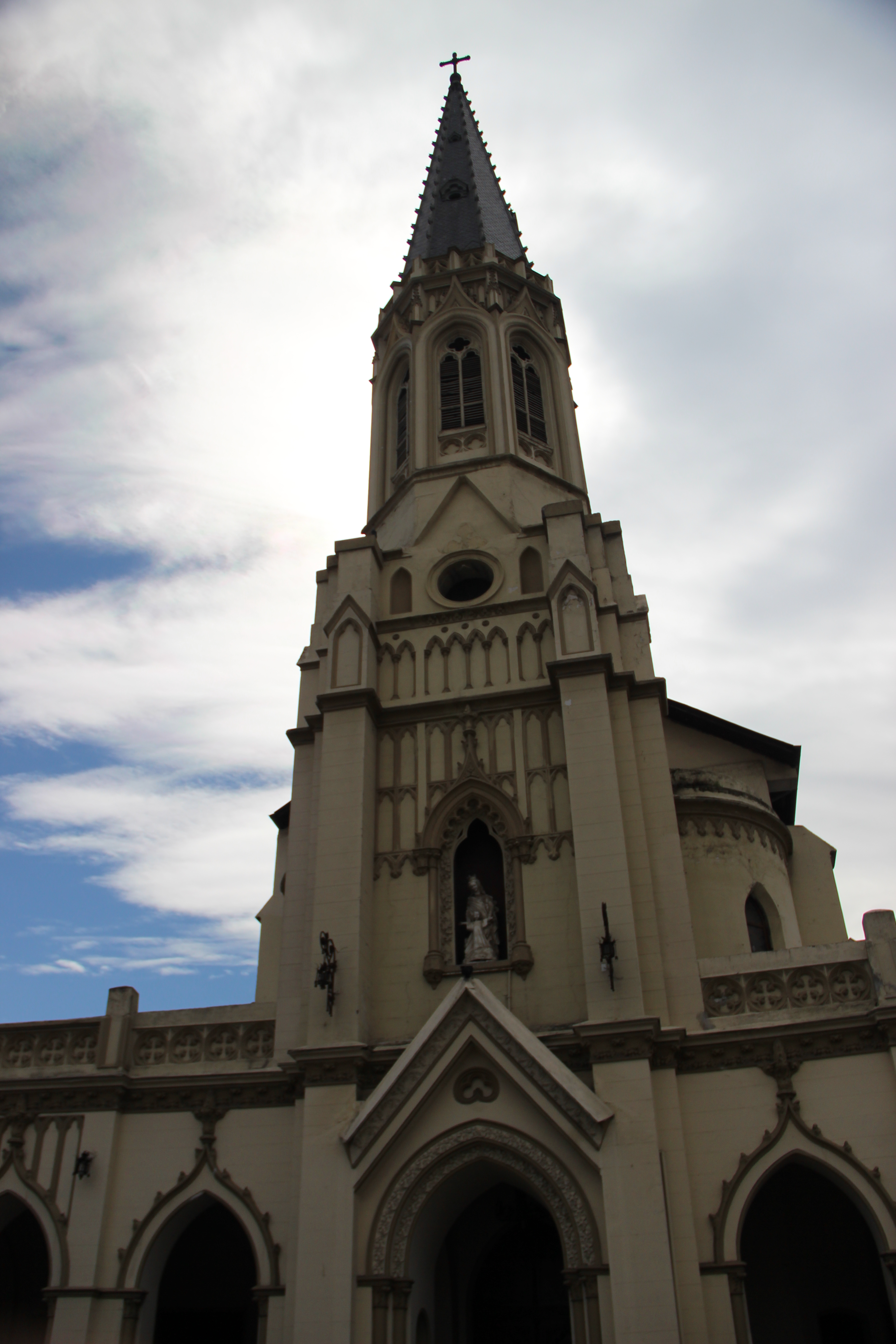
Iglesia de Santa Filomena.

Joannon llega a Santiago en mayo de 1889 en virtud de un contrato con el gobierno por tres años, probablemente atraído por las posibilidades que brindarían a un joven profesional las obras públicas de un país en auge por la exportación del salitre. Sin embargo, dicho contrato fue cancelado por decreto Supremo del 28 de abril de 1890 a consecuencia de la inestabilidad política imperante. “El presidente Balmaceda recibió la censura de su Ministro Sanfuentes, primero en el Senado y, luego en la Cámara de Diputados” episodio que concluyó en primera instancia con la disolución del Congreso, en segunda con la Guerra Civil y fatalmente con el suicidio del propio presidente Balmaceda, el día mismo de caducidad del contrato del arquitecto Joannon, el 18 de septiembre de 1891.
Entretanto en Lyon, Francia, su padre, hombre de alguna fortuna, se había virtualmente arruinado a raíz de un problema familiar. Eugenio Joannon, frente a esta situación, decide quedarse en Chile. Consigue reanudar su contrato, esta vez en la Dirección de Obras Públicas, recién formada, donde le tocó trabajar en diversos proyectos a las órdenes del ingeniero Alberto Llona hasta 1892.
Durante el viaje en barco Eugenio Joannon había conocido a Clarisa Krell, joven de origen alemán con quien contraerá matrimonio a los pocos años de estadía en Chile. Desgraciadamente este matrimonio, del cual tiene un hijo (el arquitecto Carlos Joannon Krell), no durará mucho tiempo pues enviuda pocos años después.

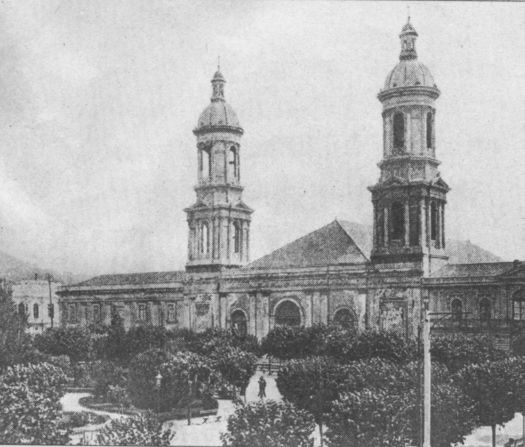
La antigua Catedral de Concepción poseía dos torres hechas por Joannon.

En 1904 contrae nuevamente matrimonio, con Rebeca Infante Gana, joven de la sociedad chilena bastante menor que él. Viven un largo, feliz y prolífero matrimonio que les da catorce hijos, de los cuales sobreviven nueve, muriendo prematuramente cinco por causa del RH negativo. Ya en esos primeros años comienzan los encargos de clientes particulares, siendo uno de los primeros el edificio Comercial Edwards, durante mucho tiempo conocido como Farmacia Bendjerot, y el cual fue declarado Monumento Nacional en 1972.
Además de los méritos arquitectónicos y urbanos, este edificio es notable como prototipo de una época de la arquitectura chilena en la que profesionales titulados en Europa ejecutan sus proyectos en el país, enfrentándose con su formación académica a los requerimientos locales, urbanos y sísmicos. El edificio, para exposición y venta de variada mercadería, fue encargado a Joannon, quien diseña un sistema prefabricado en estructura de hierro para ser producido en Francia y armado en su emplazamiento actual en 1892. Esta obra corresponde pues a una etapa de la arquitectura republicana en que se ejecutaba el diseño por profesionales extranjeros avecindados en el país pero se importaba el material constructivo y la mano de obra especializada, etapa a la que con justa razón podemos llamar de transición entre una arquitectura europea y una arquitectura concebida y ejecutada en Chile.
De esta época se pueden enumerar una gran cantidad de obras de diversos arquitectos e ingenieros como son el Mercado y la Estación Central, la Estación Mapocho, el Viaducto del Malleco, el Museo de Aviación, etc. Con su condiscípulo Jecquier se asocian inicialmente para atender la clientela particular, pero más tarde ambos actúan independientemente. Durante estos años Joannon realiza su primera construcción: la Iglesia de La Estampa Volada de Nuestra Señora del Carmen, en la comuna de Independencia, según señala un estudio del presbítero Raymundo Arancibia S., sobre las Parroquias de la Arquidiócesis de Santiago 1840-1925, con ella Joannon comienza una intensa producción arquitectónica religiosa en todo el país. Cercana a la Parroquia La Estampa posteriormente vendría la iglesia Sta. Filomena (1892-1894), la capilla de la Caridad (1895), un edificio de renta para las Monjas Agustinas y el Teatro y Colegio de los Padres Franceses (1892-1894).
Una vez fijada su residencia definitiva en Chile es contratado por la Municipalidad de Santiago donde llega a desempeñarse como director de obras por varios años.
En 1895 por encargo de la Dirección General de Obras Públicas se llama a un concurso para reconstruir el Congreso Nacional, recién destruido por un incendio, donde presenta conjuntamente con el arquitecto don Carlos von Moltke dos anteproyectos, donde debieron competir con don Emilio Doyère. Luego de analizar los anteproyectos, el Consejo de Obras Públicas eligió una de las propuestas presentadas por ambos, como aquella que reunía los mayores méritos. Ese anteproyecto fue presentado al Congreso, aprobándose su financiamiento. Durante la etapa de desarrollo y en circunstancias confusas, el anteproyecto ganador fue desestimado por los parlamentarios, argumentando razones de costo. Finalmente la Dirección General de Obras Públicas contrata en febrero de 1896 al arquitecto francés Carlos Bunot, quien tuvo a su cargo las obras del edificio. Le aconsejan aprovechar lo mejor de los proyectos anteriores, por lo que es imposible establecer la autoría intelectual del estado actual del edificio.
La formación humanista y religiosa de Joannon en Francia, su matrimonio que lo emparenta con la familia Infante Gana, así como sus relaciones profesionales con la Congregación de los Sagrados Corazones avalaron seguramente un contrato como arquitecto del Arzobispado, cargo que mantuvo durante 25 años y que fue la razón, entre otras, de que se orientara hacia las construcciones religiosas.

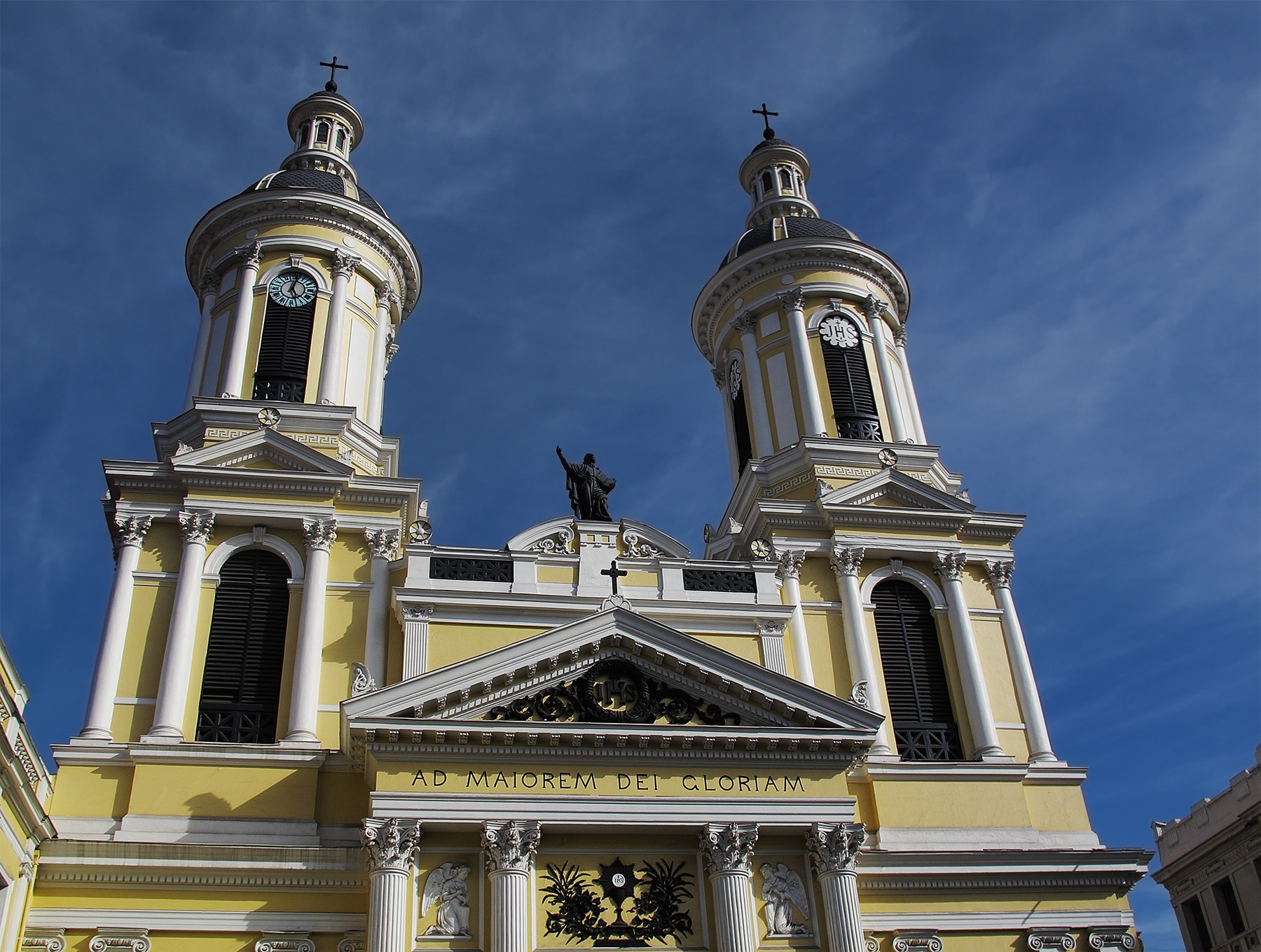
Iglesia de San Ignacio. Joannon diseñó y proyectó la fachada y las torres de su estructura metálica.

Su profunda fe religiosa y su multifacética personalidad quedan de manifiesto en la conformación de la rica biblioteca que dejara en herencia a su muerte y su participación en numerosas obras humanitarias. Esta, poco común hoy día, participación simultánea en obras de Gobierno y de la iglesia se puede explicar en parte a la luz de lo que ocurría en el país por aquellos días: “Cabe hacer notar también la política de amistad con la iglesia preconizada por Balmaceda y Monseñor Casanova, Arzobispo de Santiago”. Pero también es necesario entendería en un contexto histórico en que muy pocos profesionales, casi todos ellos extranjeros, son quienes tienen los conocimientos para erigir la edificación de Santiago que comienza a tomar importancia y altura. Esta escasez de profesionales explicaría también la polifacética actividad de aquella generación de arquitectos.

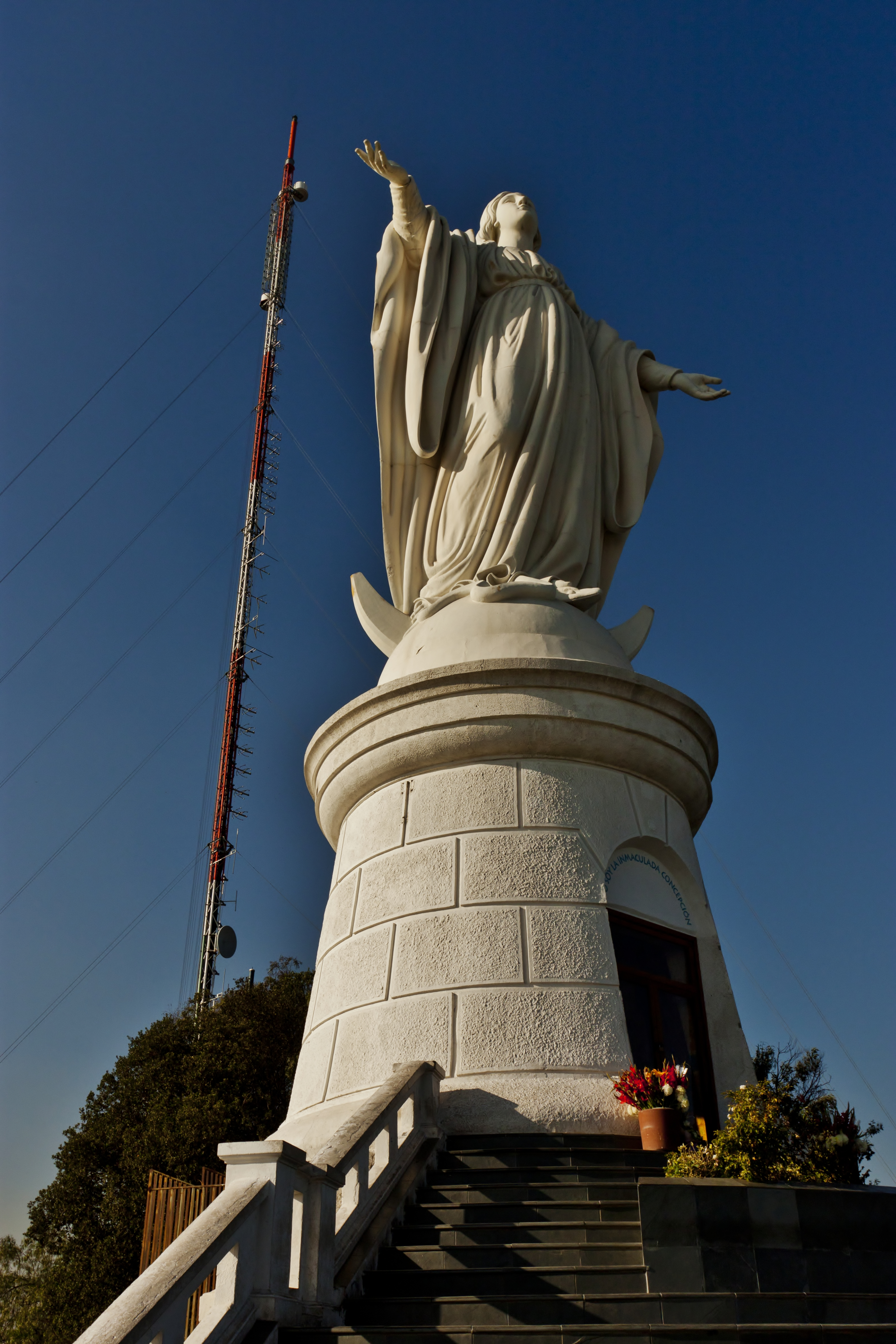
Joannon diseñó los cimientos y la capilla pedestal que soporta a la virgen del Cerro San Cristóbal.

Fue profesor de Construcción durante varios años en la Facultad de Arquitectura de la Pontificia Universidad Católica de Chile, colaborando con Jecquier, Forteza, Manuel Cifuentes, Courtois, Bonnencontre y tantos otros. Fue también uno de los fundadores de la Sociedad Central de Arquitectos, cuna del actual Colegio y decano del grupo de ingenieros franceses de la École Central de París residentes en Chile.
Su actividad docente incluye la producción de textos de estudio; “por su primitiva condición de ingeniero, estaba especialmente preparado para esta Cátedra (construcción), siendo autor también de un texto de estudios que se usó durante años en dicha escuela”, dice Ignacio Salinas. Su honestidad profesional y su preocupación por los problemas de la edificación quedan de manifiesto a raíz de la lamentable catástrofe ocurrida el 10 de octubre de 1904 durante la construcción del segundo edificio para la Casa Pra, lo cual le lleva a escribir y editar un libro “El papel del Arquitecto en las Construcciones de Cemento Armado” en el cual expone sus preocupaciones y experiencias respecto a la construcción antisísmica e incombustible, a la vez que hace los descargos de su responsabilidad en las causas del derrumbe.
La cuantía de los encargos particulares que tuvo Joannon cabe atribuirla a su noble condición de arquitecto e ingeniero: “Como ingeniero calculó y proyectó personalmente todos los edificios de estructura metálica que construyó y fue uno de los que introdujeron el concreto armado en la edificación. A principios de siglo, en la época en que los ingenieros de la Cia. Holandesa de Construcciones construían con este material los cajones flotantes del dique Talcahuano y posteriormente el puente de la calle Quillota en Viña del Mar –primeras obras hechas en Chile en hormigón armado- él lo empleaba en la Casa de las Hermanitas de los Pobres, en calle Carmen.
Poco después proyectaba dos grandes fábricas (Aycaguer y Duhalde y Buques y maderas, hoy fábrica de sacos) también en hormigón armado”.
Para completar el amplio espectro de sus preocupaciones cabe consignar que hasta sus últimos días, aun ya retirado de la profesión, “siguió siempre preocupado de los problemas de la urbanización, particularmente de la unión de la ciudad con el barrio ultra Mapocho para lo cual ya en 1913 habría proyectado un gran edificio metálico sobre el río que sirviera para Mercado Municipal”.
Eugenio Joannon Crozier puede personalizar por sí solo el paso de una arquitectura importada desde Europa a una arquitectura hecha por arquitectos que puedan pensar sus obras con las vivencias del clima y la luz propias de esta tierra, pero a la vez entroncada en el bagaje milenario de la arquitectura europea.
En 1929, bordeando los setenta años, se retiró de la profesión; aunque en 1934 proyecta su última obra, la iglesia del Cristo Pobre, la cual queda inconclusa al fallecer en Santiago el 10 de julio de 1938.
“El presidente Balmaceda pudo haber cometido muchos errores, pero no se equivocó al importar profesionales en lugar de obras prefabricadas de Europa, profesionales que al radicarse en el país vinieron a iniciar una probable arquitectura chilena”.

## Obras destacadas

### En Santiago
- Parroquia La Estampa Volada de Nuestra Señora del Carmen, comuna de Independencia (1890)
- Edificio Comercial Edwards (1892)
- Edificio de renta de las monjas Agustinas (demolido en parte) (1891-1893)
- Iglesia de Santa Filomena (1892-1894)
- Teatro y Colegio de los R.R.P.P. Padres Franceses (Colegio Sagrados Corazones de Santiago) (teatro demolido) (1892-1894)
- Capilla de la Caridad (1895)
- Congreso Nacional de Chile (Anteproyectos) (1895)
- Casa Comercial Prá N°1 (demolida) (1898)
- Iglesia Corpus Domini (1896-1900)
- Convento e Iglesia de las Hermanitas de los Pobres (Carmen) (1898-1900)
- Torres y fachada de la Iglesia San Ignacio (1899)[9]
- Capilla Monjas Inglesas (demolida) (1900)
- Iglesia San José (1900)
- Casa Pra (ampliación, demolida) (1904)
- Edificio Ochagavia (vivienda-comercio) (1905)
- Torre de la Iglesia Casa de María (1905)
- Capilla Monjas Francesas (demolida) (1906)
- Capilla pedestal Virgen San Cristóbal (1907-1908)
- Instituto Zambrano (1910)
- Escuela de Química U. de Chile (ex Sociedad de vinos Chile) (1910)
- Iglesia de Nuestra señora de la Victoria (capilla del Liceo Alemán, Bellavista) (1910-1919)
- Convento e Iglesia de las Hermanitas de los Pobres (calle San Pablo) (1912)
- Edificio Unión Central (demolido) (1913-1914)
- Hermanos de las Escuelas Cristianas (Colegio La Salle) (1914)
- Iglesia de Nuestra Señora del Carmen (Plaza Ñuñoa) (1924-1928)
- Parroquia de San Rafael (inconclusa) (1929)
- Iglesia de Cristo Pobre (inconclusa) (1930-1933)

### Fuera de Santiago
- Basílica de Santa Ana de Rengo (1895)
- Parroquia de Pelequén (1900)
- Torres de la Catedral de Concepción (dinamitada después del terremoto de Chillán de 1939) (1904)
- Iglesia de Playa Ancha. Valparaíso (1915)
- Capilla del Hospital Parroquial de San Bernardo (1917)
- Torre de la Catedral de La Serena (1912)
- Capilla y convento de la Providencia, Maipú (1919-1923)